# Roost Records

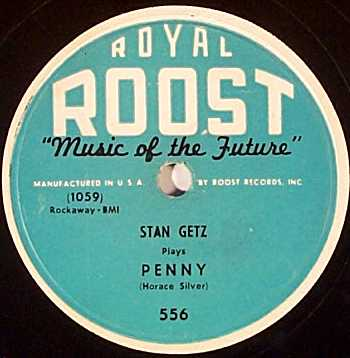
Een 78 toerenplaat van Stan Getz op Roost Records.

Roost Records is een Amerikaans jazz-platenlabel. Het label, ook bekend onder de naam Royal Roost Records, werd in 1949 opgericht. De naam is ontleend aan een jazzclub in New York, waar in die tijd vele jazzgrootheden als Charlie Parker optraden. De bekendste muzikant op het label was saxofonist Stan Getz die in het begin van zijn carrière, in het begin van de jaren vijftig, voor het label opnam, onder meer met Johnny Smith. Op het label verschenen ook live-opnamen van Parker met trompettist Dizzy Gillespie. Andere musici die op het label uitkwamen, waren onder meer Johnny Hartman, Gene Quill, Sonny Stitt, Seldon Powell, Johnny Smith, Art Tatum, Ruth Price, Billy Taylor, Bud Powell, Shirley Scott, Terry Gibbs en Louie Bellson met Buddy Rich.
In 1968 werd het label door Morris Levy overgenomen en ondergebracht in Roulette Records.